# Eryngium campestre

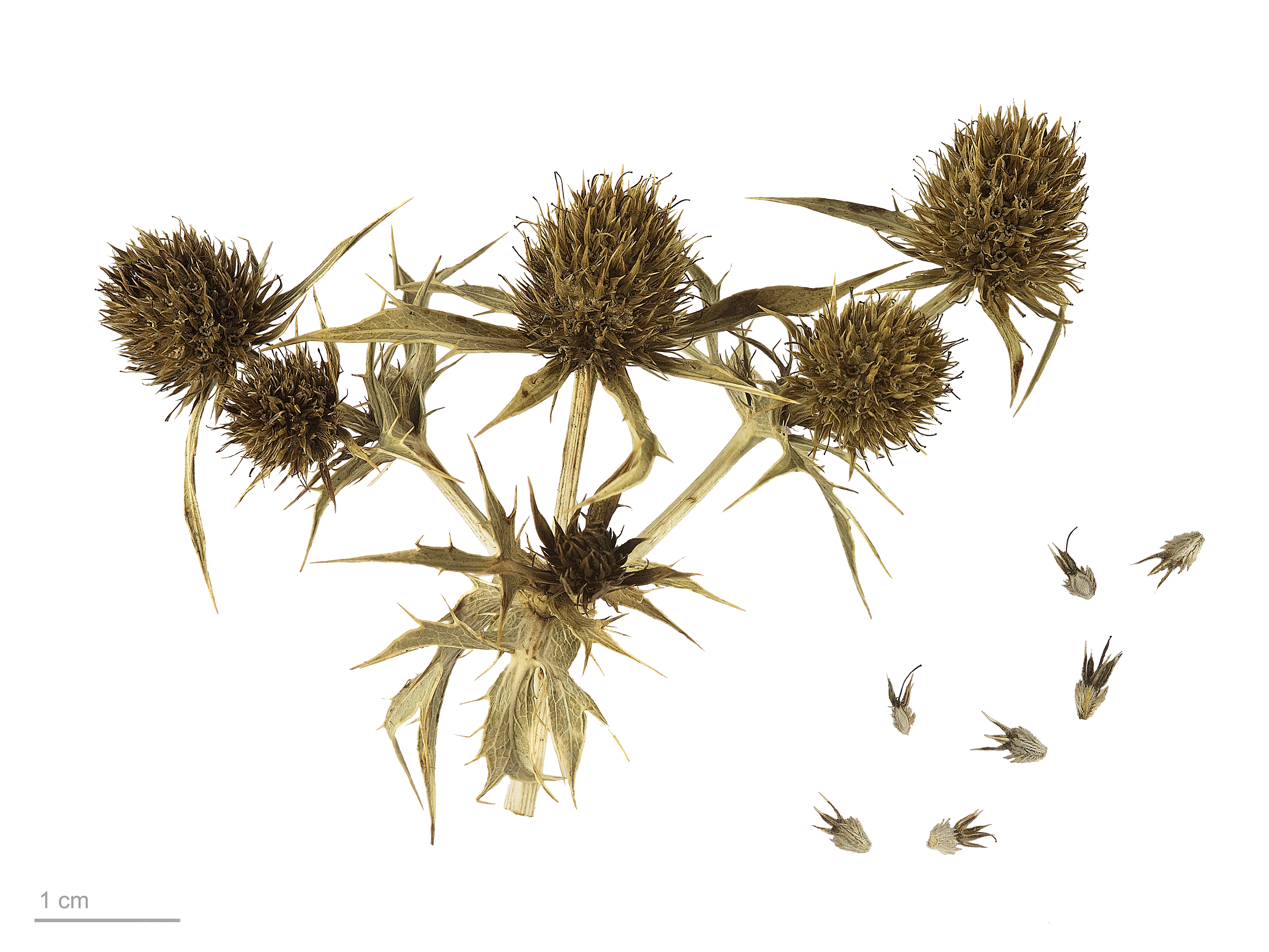
Eryngium campestre

La calcatreppola campestre (Eryngium campestre L.) è una pianta della famiglia delle Apiacee diffusa in Europa centrale e meridionale e in Nord Africa.
Cresce spesso associata a Pleurotus eryngii.